# Lago Mariout
El lago Mariout (en árabe: حيرة مريوط; Boḥēret Maryūṭ) también deletreado Maryut o Mariut, es un lago salobre en el norte del país africano de Egipto. La zona del lago cubría unos 200 km² a principios del siglo XX, pero a principios del siglo XXI, llegó a cubrir sólo alrededor de 50 km². El nombre se deriva de Mareotis o Marea, el nombre del lago en la antigüedad.

## Descripción
El lago está separado del mar Mediterráneo por el estrecho istmo sobre el que se construyó la ciudad de Alejandría. La orilla del lago es el hogar de numerosos peces y de salinas. Algunas de las áreas pantanosas alrededor del lago se han ganado al mar para edificios en una ciudad que crece. Ya a principios de la década de 1900, se documentó que la sal se estaba refinando en la parte occidental del lago.
La ciudad costera de Abusir, conocida en la antigüedad como Taposiris Magna, se encuentra a orillas del lago Mariout. Allí se pueden ver las ruinas de un templo antiguo y una réplica antigua del faro de Alejandría. A partir de 2009, también se sospechaba que era el lugar de entierro de Cleopatra VII y Marco Antonio.

## Historia
En la antigüedad, el lago era mucho más grande de lo que es ahora, se extendía más hacia el sur y el oeste y ocupaba alrededor de 700 km². No tenía boca que lo conectara con el Mediterráneo, y se alimentaba con agua del Nilo a través de varios canales. En el siglo XII, el lago se había reducido a una colección de lagos y salares y se había secado a fines de la Edad Media.
Según el filósofo Filón de Alejandría, en el siglo I d. C. la comunidad monástica de los Terapeutas estaba localizada en las orillas de este lago. Su obra De Vita Contemplativa, una descripción de una sociedad de ascetas, dice que la comunidad de monjes cenobíticos llamados Therapeutae estaban ampliamente distribuidos en el mundo antiguo, pero que «su país» estaba «más allá del lago Mareótico».
Hace al menos 250 años, el lago era agua dulce y gran parte se secaría durante el período justo antes de que el Nilo volviera a inundarse. Una tormenta en 1770 rompió el malecón en Abukir, creando un lago de agua de mar conocido como lago Abukir. Las aguas saladas se mantenían separadas del lago Mariout por el canal que permitía que el agua dulce viajara desde el Nilo hasta Alejandría. Como parte del sitio de Alejandría, el 13 de marzo de 1801, los británicos cortaron el canal, lo que permitió una gran corriente de agua de mar desde el lago Abukir hacia el lago Mariout. El lago Abukir dejó de existir y el lago Mariout se volvió salobre en lugar de dulce.
Cuando los británicos abrieron el lago al mar en la época de Napoleón, provocó una inundación de agua salada que destruyó 150 aldeas. El corte de los diques por los británicos en 1801 volvió a llenar el lago Mariout, de modo que de repente recuperó su área antigua, se llenó de agua salada en lugar de la anterior dulce y era demasiado poco profundo para la navegación. El acceso de Alejandría al Nilo se perdió, lo que requirió la apertura del canal Mahmoudiyah desde Alejandría hasta el Nilo en 1820.
En 2015, se descubrió una estela, que se asemeja a la Piedra de Rosetta y data de unos 2200 años, en el sitio del templo de Taposiris Magna en el lago Mariout. Con unas medidas de 105 cm por 65 cm por 18 cm, su mensaje conmemora a dos faraones ptolemaicos y a la reina consorte Cleopatra I. Hay tumbas antiguas ubicadas a orillas del lago.

## Fauna
La especie de pez perca del Nilo vive en el lago, aunque necesita principalmente agua dulce para vivir, y el lago contiene un poco de sal. En 1939, un pequeño lago, llamado hidródromo de Nozha fue «aislado del lago Mariout» y esto permitió que la perca del Nilo floreciera allí.